# Пола Ракса
Пола Ракса (също Поля Ракса) е полска актриса, много популярна през 1960-те и 1970-те години. След Втората световна война семейството ѝ се установява във Вроцлав. Завършва националния институт по кинематография през 1964 година. Но кариерата на Пола започва през 1950-те, когато е забелязана в бар от един журналист. През 1965 година се снима във филма на Анджей Вайда „Пепелища“, а от 1966 до 1970 година в телевизионния сериал „Четиримата танкисти и кучето“, в който изпълнява ролята на медицинската сестра Маруся.